# Constantino Tornicio
Constantino Tornicio o Tornice (en griego: Κωνσταντῖνος Τορνίκης/Τορνίκιος) fue uno de los más importantes funcionarios durante el reinado del emperador bizantino Alejo III Ángelo (1195-1203).
Era un descendiente del prominente clan Tornicio de origen armenio o georgiano. Su padre, Demetrio Tornicio, fue un prominente funcionario que llegó a convertirse en logoteta de los dromos (logoteta postal), un puesto que continúo ocupando desde c. 1191 hasta su muerte.
Constantino es mencionado por primera vez como envuelto en los disturbios que estallaron en la capital imperial, Constantinopla, a finales de 1198 o 1199. Originalmente, la multitud protestó contra los crímenes del líder de la prisión de la capital (el pretor), Juan Lagos, pero pronto se convirtió en una rebelión a gran escala contra Alejo III, la cual tuvo que ser reprimida sangrientamente. En ese momento, Constantino era eparca (gobernador) de la capital. En 1200 o 1201, después de la muerte de su padre, Constantino le sucedió como logóteta de los dromo durante un par de años, siendo sustituido por Nicetas Coniates.
El propio hijo de Constantino, también llamado Demetrio, se convirtió en mesazon (ministro en jefe) en el Imperio de Nicea, y su nieto Constantino alcanzó el alto cargo de sebastocrátor.